# 31e brigade de la Garde nationale
Pour les articles homonymes, voir 31e brigade.
La 31e brigadede la garde nationale, nommée d'après Oleksandr Radiïevskyi (uk) (en ukrainien : 31-ша бригада імені генерал-майора Олександра Радієвського, abrégé en 31 ОБр ; numéro d'unité militaire 3036) est une brigade de la Garde nationale de l'Ukraine qui fait partie du Commandement opérationnel centre (uk).

## Création, filiation et différentes dénominations
Le 2 janvier 1992 est formé le 5e régiment de la Garde nationale (unité militaire 4105) sur la base du 24e bataillon de milice motorisé spécial des troupes intérieures du Ministère des Affaires internes de l'URSS (unité militaire 5444).
Le 26 janvier 1995 il devenait le 16e régiment spécial motorisé (unité militaire 3036).
Le 20 novembre 2023 elle reçoit le nom de 31e brigade.

## Historique, batailles et garnisons
En 2014, l'unité est affectée à l'est pour faire face à la guerre du Donbass, pendant cent vingt jours en prenant le nom de 16e régiment de protection de l'ordre public.

## Structure

### Ordre de bataille
En juillet 2024, l'ordre de bataille connu de la brigade est le suivant : 
- État-major de la brigade,
  - 
    -  Compagnie de protection du QG ;

  -  1er bataillon de gardes ;
  -  2e bataillon de gardes ;
  -  3e bataillon de gardes ;
  -  Bataillon Dnipro-1.

### Matériel
La 31e brigade de la garde nationale est équipée de véhicules de combat d'infanterie soviétiques BMP-2, de transports de troupes blindés BTR-3 et BTR-60PB, eux aussi soviétiques, ainsi que de véhicules MRAP International MaxxPro américains.

### Chefs de corps
- depuis 2015 : Colonel Andryi Dymykhin ;
- 2011 à 2014 : colonel Volodymyr Hordiytchouk ;
- 2003 à 2011 : Oleksandr Radiïevskyi (uk) ;
- 1999 à 2003 : colonel Volodymyr Kondratenko.

## Traditions
Par décret du président de l'Ukraine du 14 octobre 2020 n° 434/2020, la brigade reçoit le nom honorifique « au nom de Oleksandr Radiïevskyi (uk) »